# بادیان ژاپنی
بادیان ژاپنی (نام علمی: Illicium anisatum) نام یک گونه از سرده ایلیسیوم، از تیره بادیان‌های ستاره‌ای (Schisandraceae) است.